# Comunità ebraica di Vercelli
La comunità ebraica di Vercelli è attestata sin dal XV secolo.
La presenza di ebrei in città è documentata dal 1446 quando Abramo della Vigneria e suo figlio Angelo ebbero la concessione di aprire un banco di prestito. Ad essi si unirono presto altre famiglie, in seguito all'espulsione degli ebrei da Spagna e Portogallo. Nel 1723, quando fu istituito il ghetto, 158 ebrei risiedevano in città. Nel 1740 il ghetto fu spostato nell'area attorno all'attuale via Elia Emanuele Foa (già via degli Orefici); i confini e gli edifici del nuovo ghetto sono ancor oggi chiaramente identificabili.
Il periodo immediatamente seguente all'emancipazione del 1848 segna il momento di maggiore espansione della comunità ebraica vercellese, che poteva allora contare su oltre 600 membri. Ne rimane a testimonianza la grandiosa Sinagoga inaugurata nel 1874, uno degli esempi più importanti di sinagoga dell'emancipazione in Italia.
Nel Novecento la comunità conosce un forte declino. Le vittime delle deportazioni durante la seconda guerra mondiale furono 26, incluso l'allora presidente della comunità Giuseppe Leblis. Molti dei beni culturali appartenenti alla comunità sono stati trasferiti nel dopoguerra a Torino.

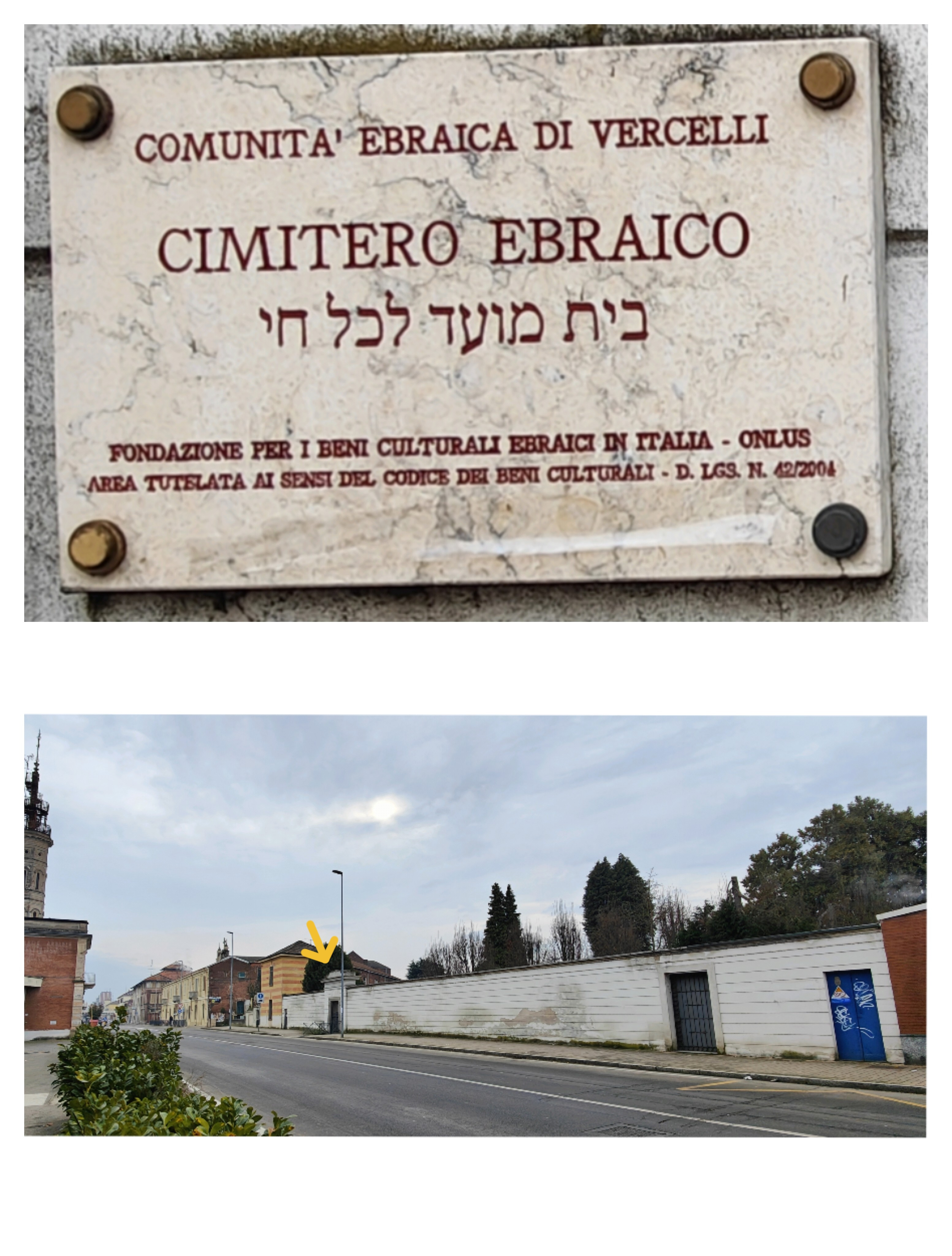
Il cimitero di corso Randaccio

Rimane il cimitero in corso Randaccio, il quinto di cui si abbia notizia in città. 

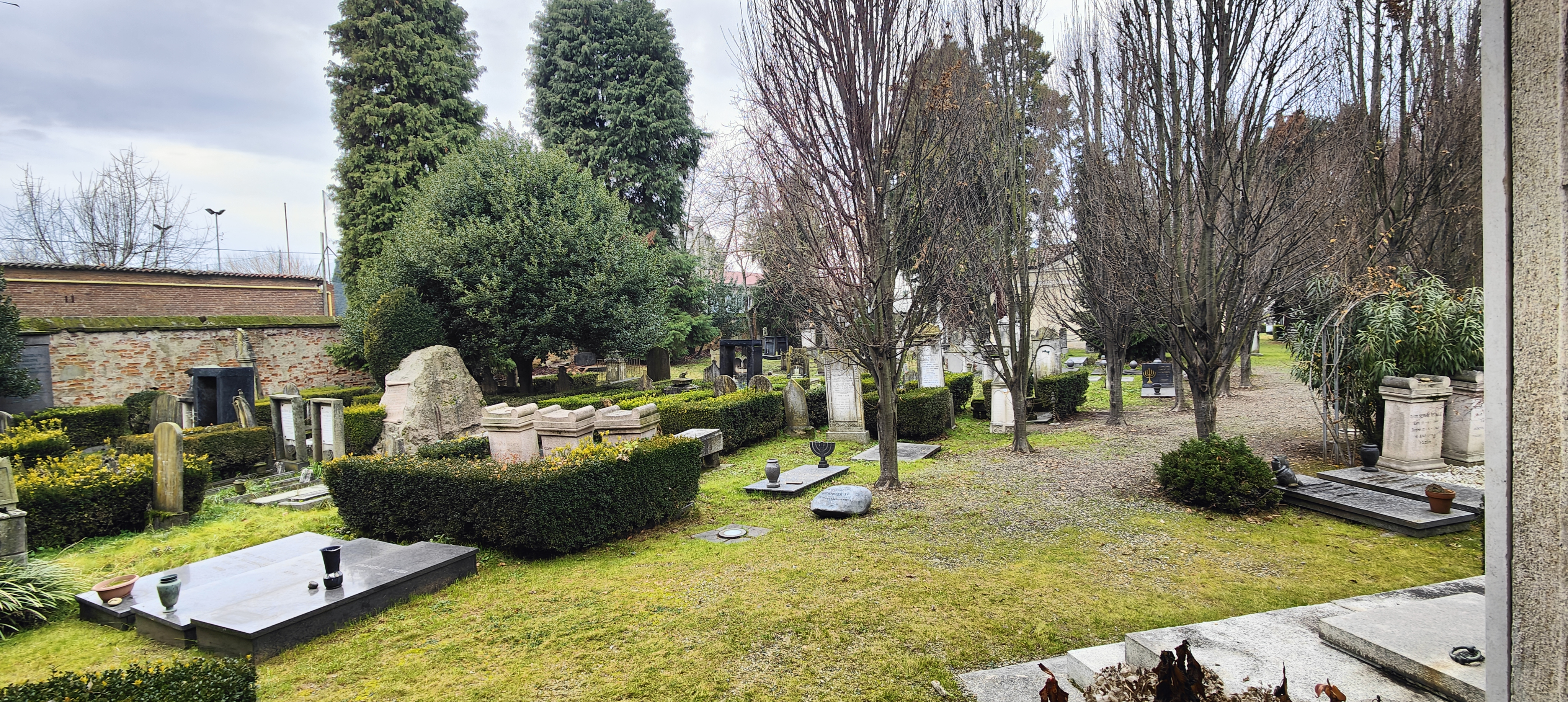
Le tombe dall'ingresso e il parco

Istituito nel 1801 ed ampliato nel 1914, il cimitero conserva numerose tombe monumentali e all'ingresso una lapide in memoria dei deportati.
Secondo varie interviste e testimonianze la comunità era composta da una varietà di membri, appartenenti a differenti strati sociali e con opinioni politiche e religiose differenti. È proprio in questo contesto che durante l'anno 1938 vengono imposte le leggi razziali dal governo fascista, discriminando così tutti i membri della comunità per la loro identità etnica e religiosa. Tali leggi causarono un allontanamento e disgregamento dall'intera società vercellese. La situazione degli ebrei vercellesi peggiorò gradualmente, dall'applicazione delle leggi razziali, alla dichiarazione di guerra da parte dell'Italia nel 1940 fino all'occupazione tedesca avvenuta il settembre del 1943. Di conseguenza i membri della comunità si trovarono di fronte al dilemma se rimanere in città o fuggire, anche in questo caso le vicende sono varie; c'è chi è sopravvissuto grazie all'aiuto da parte di amici e conoscenti cristiani, chi riuscendo a nascondersi o a scappare, altri combattendo in modo attivo contro il regime nazista e fascista. Altri invece sono stati tragicamente deportati o arrestati, da quanto risulta le vittime vercellesi dell'olocausto furono 26.
Durante gli anni 2012-2014 i membri della comunità sono stati esposti a diversi atti antisemiti. Un manifesto di contenuto anti-israeliano è stato applicato all'entrata della sinagoga della città nel luglio 2014.
Inoltre, la comunità ebraica della città è stata testimone di attacchi verbali a sfondo razzista, in genere in seguito a eventi bellici e tensioni nell'area israelo-palestinese.